# Liste der Biografien/Manf
Liste der Biografien |
Portal Biografien |
Personensuche
# |
A |
B |
C |
D |
E |
F |
G |
H |
I |
J |
K |
L |
M |
N |
O |
P |
Q |
R |
S |
T |
U |
V |
W |
X |
Y |
Z |
?
 
Ma |
Mb |
Mc |
Md |
Me |
Mf |
Mg |
Mh |
Mi |
Mj |
Mk |
Ml |
Mm |
Mn |
Mo |
Mp |
Mq |
Mr |
Ms |
Mt |
Mu |
Mv |
Mw |
Mx |
My |
Mz
 
Maa |
Mab |
Mac |
Mad |
Mae |
Maf |
Mag |
Mah |
Mai |
Maj |
Mak |
Mal |
Mam |
Man |
Mao |
Map |
Maq |
Mar |
Mas |
Mat |
Mau |
Mav |
Maw |
Max |
May |
Maz
 
Mana |
Manb |
Manc |
Mand |
Mane |
Manf |
Mang |
Manh |
Mani |
Manj |
Mank |
Manl |
Mann |
Mano |
Manp |
Manq |
Manr |
Mans |
Mant |
Manu |
Manv |
Manw |
Many |
Manz
Die Liste der Biografien führt alle Personen auf, die in der deutschsprachigen Wikipedia einen Artikel haben. Dieses ist eine Teilliste mit 56 Einträgen von Personen, deren Namen mit den Buchstaben „Manf“ beginnt.

## Manf

### Manfa
- Manfaluti, Mustafa Lutfi al- (1876–1924), ägyptischer Autor

### Manfe
- Manfeld, Sixt, schweizerischer Bildhauer und Bildschnitzer

### Manfo
- Manfoumbi, Alain (* 1979), gabunischer Tennisspieler

### Manfr
- Manfred (1232–1266), König von SizilienManfred (1232–1266)

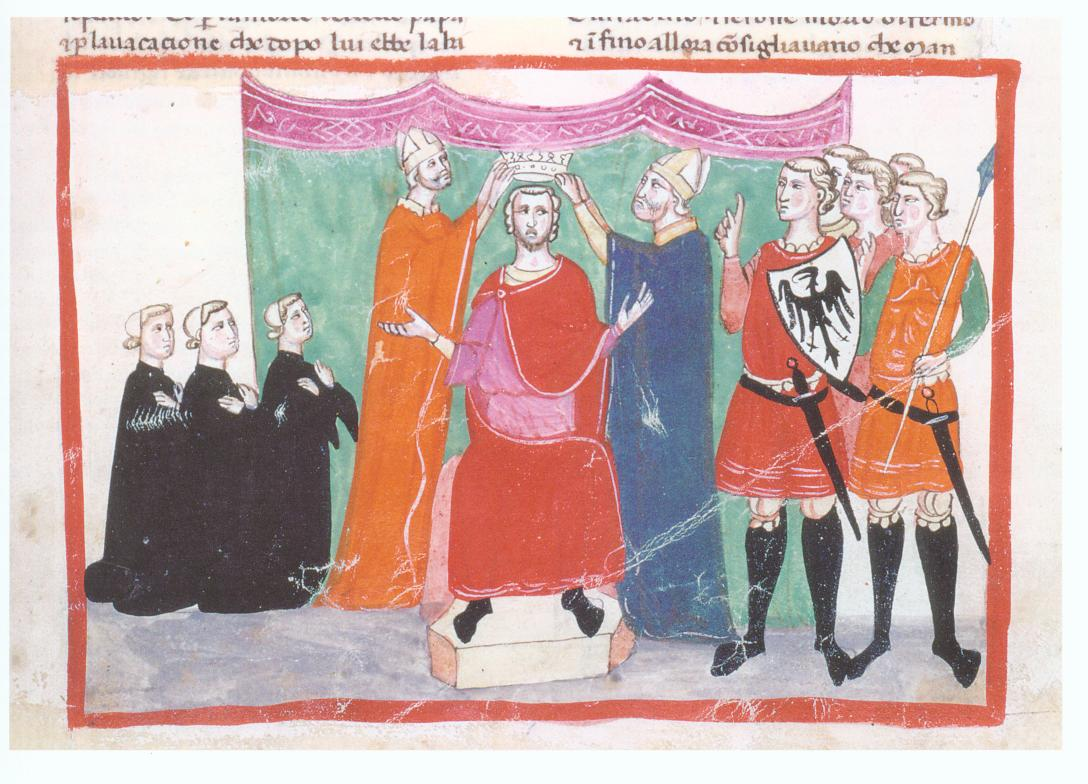
Manfred (1232–1266)

- Manfred († 1317), Herzog von Athen
- Manfred (1626–1662), Herzog von Württemberg-Weiltingen
- Manfred I., Markgraf von Saluzzo
- Manfred II. (1140–1215), Markgraf von Saluzzo (1175/76 bis 1215)
- Manfred III. († 1244), Markgraf von Saluzzo
- Manfred IV. († 1340), Markgraf von Saluzzo
- Manfred von Riva, italienischer Einsiedler; römisch-katholischer Seliger
- Manfred, Albert Sacharowitsch (1906–1976), sowjetischer Historiker
- Manfreda, Anthony (1904–1988), US-amerikanischer American-Football-Spieler
- Manfredi, Alberghetto II. († 1329), italienischer Adeliger
- Manfredi, Alberto (1930–2001), italienischer Maler und Graveur
- Manfredi, Andrea (1992–2018), italienischer Radrennfahrer
- Manfredi, Astorre IV. (1470–1509), italienischer Condottiere, letzter Herr von Faenza
- Manfredi, Bartolomeo (1582–1622), italienischer Maler des Manierismus und Frühbarock
- Manfredi, Carlo II. (1439–1484), Herr von Faenza
- Manfredi, Eustachio (1674–1739), italienischer Astronom
- Manfredi, Federico († 1484), Bischof von Faenza
- Manfredi, Filippo (1731–1777), italienischer Violinist und Komponist der Frühklassik
- Manfredi, Gaetano (* 1964), italienischer Bauingenieur, Hochschullehrer und Politiker
- Manfredi, Giovanni (1324–1373), italienischer Condottiere und Herr von Faenza
- Manfredi, Kevin (* 1995), italienischer Motorradrennfahrer
- Manfredi, Luca (* 1958), italienischer Fernsehregisseur und Drehbuchautor
- Manfredi, Manfredo (1859–1927), italienischer Architekt
- Manfredi, Manfredo (1925–2011), italienischer Papyrologe
- Manfredi, Manfredo (* 1934), italienischer Szenenbildner, Animator und Maler
- Manfredi, Max (* 1956), italienischer Cantautore
- Manfredi, Nino (1921–2004), italienischer Schauspieler, Drehbuchautor und Filmregisseur
- Manfredi, Renee, US-amerikanische Athletin, Goldmedaillengewinnerin im Fußball bei Special Olympics
- Manfredi, Roberta (* 1956), italienische SchauspielerinRoberta Manfredi (* 1956)

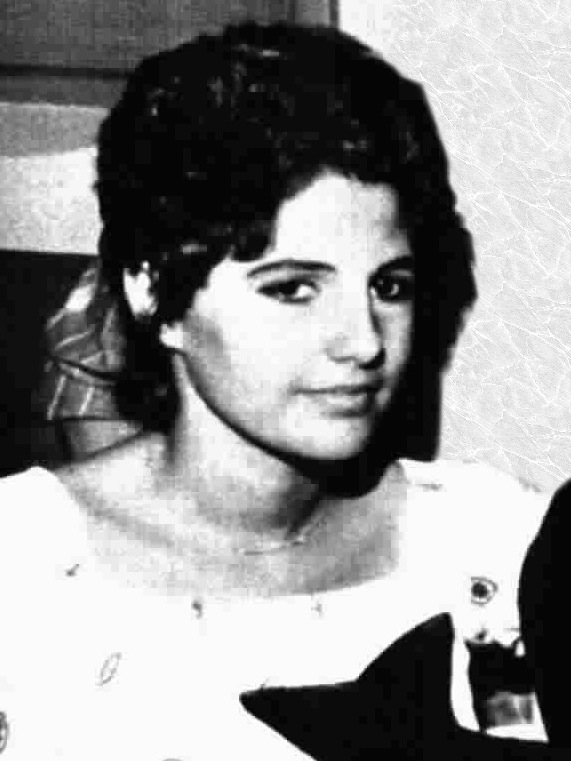
Roberta Manfredi (* 1956)

- Manfredi, Valerio Massimo (* 1943), italienischer Schriftsteller, Archäologe und Philologe
- Manfredini, Christian (* 1975), ivorisch-italienischer Fußballspieler
- Manfredini, Dina (1897–2012), italienisch-US-amerikanische Altersrekordlerin
- Manfredini, Elisabetta (* 1780), italienische Sängerin
- Manfredini, Enrico (1922–1983), italienischer römisch-katholischer Geistlicher, Erzbischof von Bologna
- Manfredini, Francesco (1684–1762), italienischer Komponist des Spätbarock
- Manfredini, Friedrich von (1743–1829), k.k. Staatsmann und Mäzen sowie Inhaber des Infanterie-Regiments No. 12
- Manfredini, Giovanni (* 1963), italienischer Maler
- Manfredini, Giuseppe, italienischer Kastrat und Komponist des Spätbarock
- Manfredini, Harry (* 1943), US-amerikanischer Filmkomponist
- Manfredini, Pedro (1935–2019), argentinischer Fußballspieler
- Manfredini, Vincenzo (1737–1799), italienischer Cembalist, Komponist und Musiktheoretiker
- Manfredo, Peter (* 1980), US-amerikanischer Boxer
- Manfredonia, Giulio (* 1967), italienischer Filmregisseur
- Manfredonia, Lionello (* 1956), italienischer Fußballspieler
- Manfredonia, Valentino (* 1989), italienischer Boxer
- Manfredy, Angel (* 1974), US-amerikanischer Boxer
- Manfrellotti, Jon (* 1953), US-amerikanischer Schauspieler
- Manfrin, Jean-Marc (* 1963), französischer Radrennfahrer
- Manfroce, Nicola Antonio (1791–1813), neapolitanischer Komponist
- Manfroi, Franco (1939–2005), italienischer Skilangläufer
- Manfron, Cezar (* 1962), brasilianischer Unternehmer und sozialdemokratischer Kommunalpolitiker im Bundesstaat Paraná
- Manfroni von Montfort, Moritz (1832–1889), Admiral der österreichisch-ungarischen Marine